# 沈瑞慶
沈瑞慶（英語：George Sim；1916年—2007年），廣東澄海人，英屬香港及中華民國體育界人士，20世紀50至60年代足球圈名人，人稱「球國總統」。
歷任各大社團及體育總會要職，擔任香港中華業餘體育協會（華協）會長達20年，亦曾任南華體育會會長及主席、東華三院總理等。
1950年召集體育界人士創立香港業餘體育協會暨奧林匹克委員會，並出任副會長。
1955年租下香港足球會地庫作為華協會所，佔地一萬餘呎。
1954及1958年兩度出任中華民國國家足球隊領隊，帶領足球隊獲亞運足球金牌。1960年帶領中華民國國家足球隊參加羅馬奧運會。